# Gnophomyia stylacuta
Gnophomyia stylacuta är en tvåvingeart som beskrevs av Alexander 1947. Gnophomyia stylacuta ingår i släktet Gnophomyia och familjen småharkrankar.
Artens utbredningsområde är Costa Rica. Inga underarter finns listade i Catalogue of Life.